# Осока зеленувата
Осока зеленувата (Carex viridula) — вид багаторічних трав'янистих рослин родини осокові (Cyperaceae).

## Опис
Рослина заввишки 5–30 см, утворює щільні пучки. Стебла прямі або дугоподібні, гладкі. Листки до 20 см × 0.8–5.4 мм. Маточкові луски від блідо-коричневих до червонувато-коричневих, 1.4–3.2 × 0.8–1.7 мм, тичинкові луски червонувато-коричневі, від ланцетних до овальних, 2.3–5.2 × 0.7–2 мм. Є 2–3(4) чоловічі колоски, і жіночі у верхній частині стовбура. Жіночі колоски 5–8(10) мм довжиною і 4–5 мм завширшки. Жіночі квітки мають три приймочки. Мішечки 1.75–5 мм. Сім'янки 1–1.8 × 0,7–1,4 мм.
Рослина запилюється вітром. Її плавуче насіння поширюються водою або вітром. Проте, вона розмножується вегетативно, кореневищами.

## Поширення
Поширюється в субарктичних і помірних зонах північної півкулі: Північна Америка, Європа, Азія, Африка (Марокко). Росте в Овруцькому р-ні України. Carex serotina поширений у Поліссі, Лісостепу й Степу (Голопристанський р-н Херсонської обл. та Олександрійський р-н Кіровоградської обл.)
Населяє вологі луки, краї канав, вологі ліси, болота, а також береги водойм. Росте на мокрих (може й на солонуватих), помірно багатих ґрунтах.

## Галерея

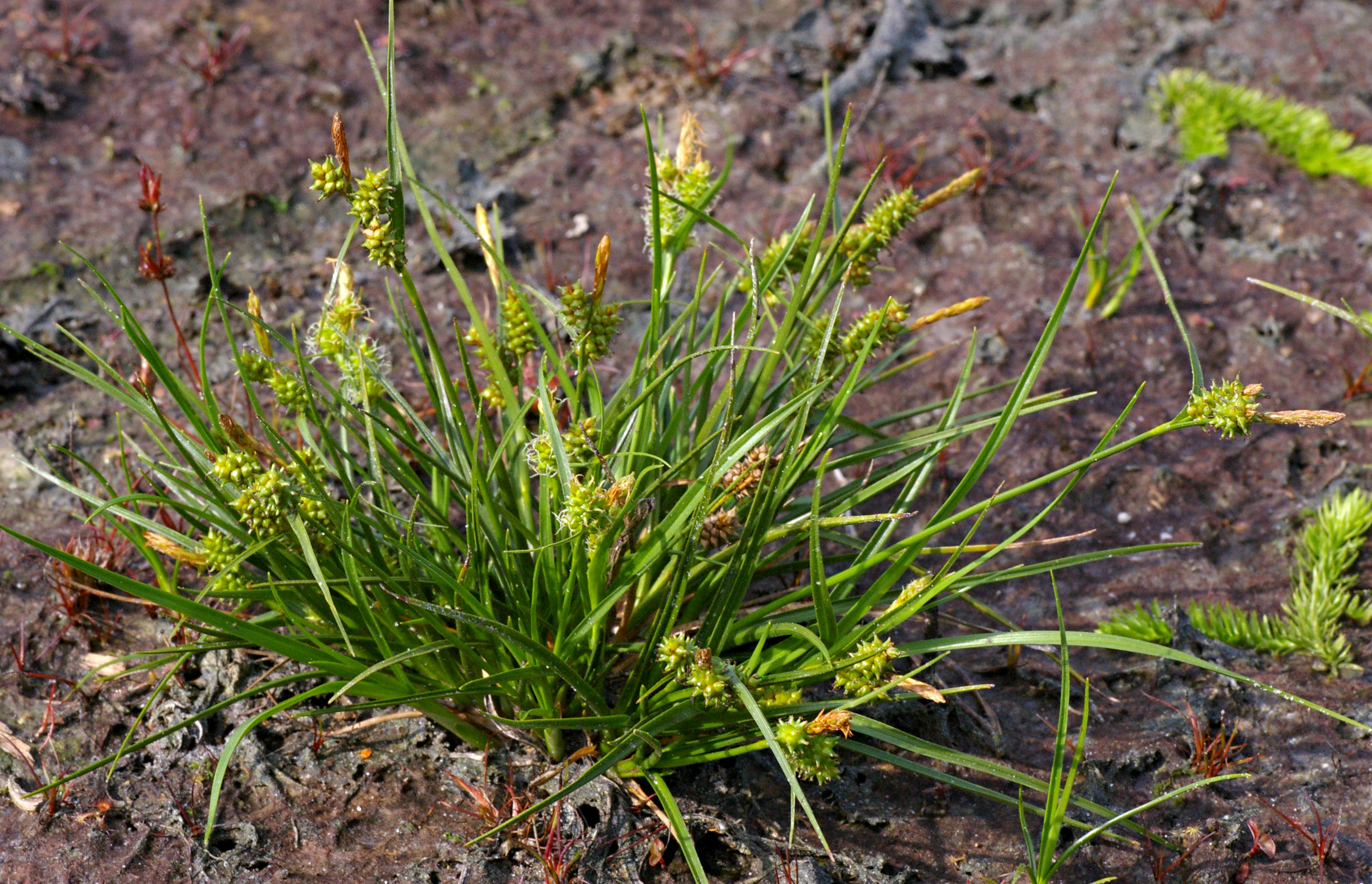
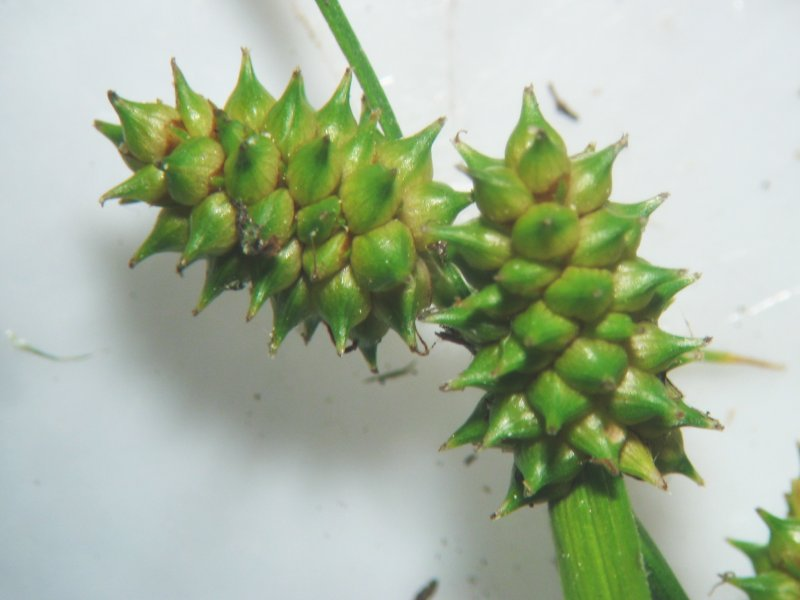
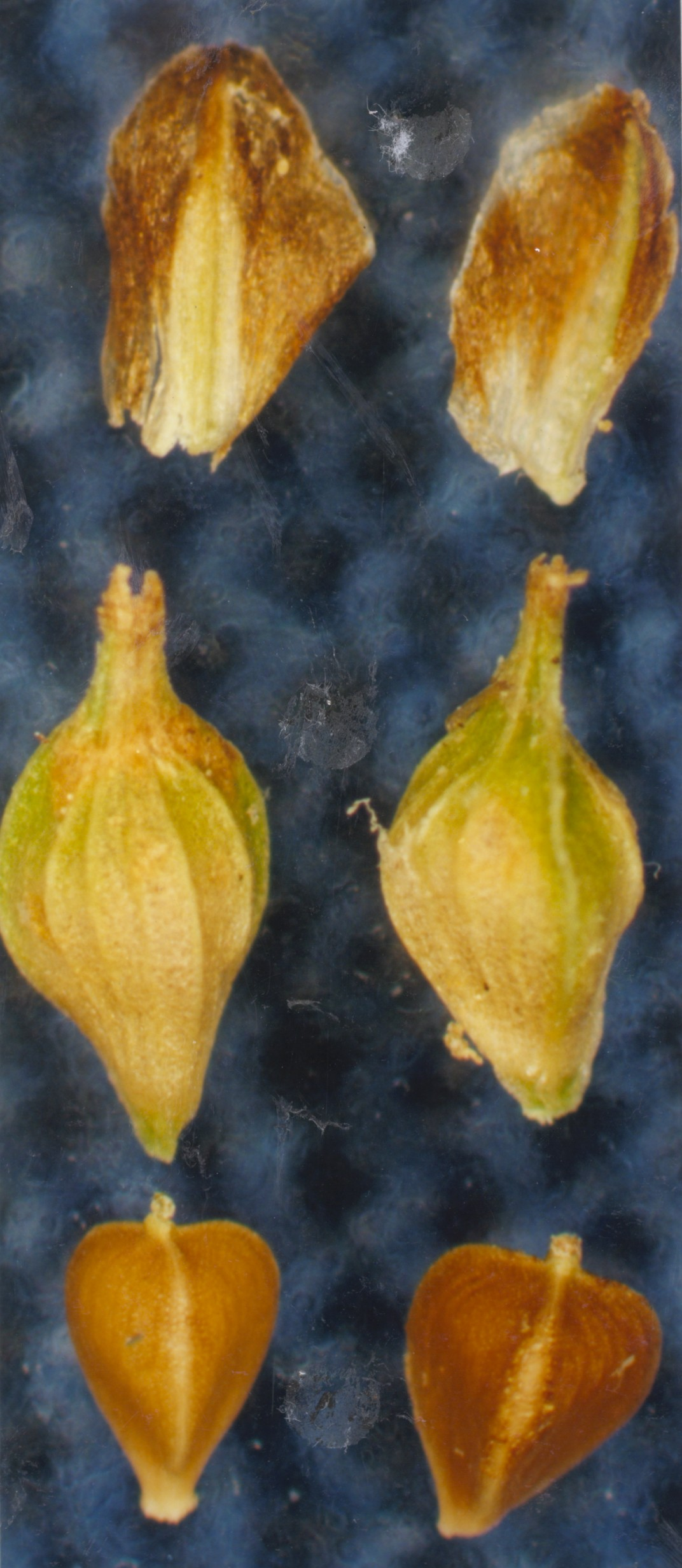